# ويليام ويرت هاستينغز
ويليام ويرت هاستينغز هو محامي وسياسي أمريكي، ولد في 31 ديسمبر 1866 في مقاطعة بينتون في الولايات المتحدة، وتوفي في 8 أبريل 1938 في موسكوجي في الولايات المتحدة. نشط حزبياً في الحزب الديمقراطي. وقد انتخب عضو مجلس النواب الأمريكي ‏.